# 埃斯卡納巴鎮區 (密歇根州)
埃斯卡納巴鎮區（英語：Escanaba Township）是位於美國密歇根州德爾塔縣的一個行政鎮區。

## 地方資料
埃斯卡納巴鎮區的面積為156.20平方千米，當中陸地面積為154.30平方千米，而水域面積為1.90平方千米。根據2020年美國人口普查的數據，當地共有人口3496人，而人口密度為每平方千米22.38人。